# Aeroportul Växjö/Kronoberg
Aeroportul Växjö/Kronoberg (IATA: VXO, ICAO: ESMX) este un aeroport din Comuna Växjö, Kronobergs län, Suedia ce deservește zona Växjö. Aeroportul a fost tranzitat în 2022 de 149.269 de pasageri. A fost deschis în 1975 și numit după Småland.
Situat la o altitudine de 186 m, aeroportul dispune de 1 pistă.

## Infrastructură

### Piste
Aeroportul dispune de o singură pistă. Pista 01/19 are suprafața de asfalt și dimensiunile 2.103 m × 45 m. 